# Super Mario World 2: Yoshi’s Island
Super Mario World 2: Yoshi’s Island (jap. スーパーマリオ　ヨッシーアイランド Sūpā Mario Yosshī Airando) ist ein Jump-’n’-Run-Videospiel von Nintendo, das im Jahr 1995 für das Super Nintendo Entertainment System veröffentlicht wurde. 2002 erschien eine Adaption für den Game Boy Advance namens Yoshi’s Island: Super Mario Advance 3 (スーパーマリオアドバンス3, Sūpā Mario Adobansu 3).

## Handlung
Das Spiel ist zeitlich während der frühen Kindheit der Figuren Mario, Luigi und Bowser angesetzt. Ein Storch soll die beiden Babys Mario und Luigi zu ihren Eltern bringen. Plötzlich überholt ihn Kamek – ein Magikoopa auf einem Hexenbesen – und schnappt sich Luigi. Mario fällt in die Tiefe auf den Rücken eines grünen Yoshi, der mit seinen Freunden beschließt, dem Kind zu helfen.
Als Kamek im Schloss seines Meisters Bowser eintrifft, bemerkt er, dass eines der Babys fehlt. Daraufhin schickt er seine Helfer aus, um Mario zu fangen.
Mithilfe einer Karte, die neben Baby-Mario liegt, veranstalten die Yoshis einen Staffellauf durch sechs verschiedene Regionen der Yoshi-Insel und kommen schließlich zu Bowsers Reich, wo sie Baby-Luigi aus den Kameks Fängen befreien wollen. Jeweils im vierten und achten Level einer Region muss der Spieler einen Endgegner bezwingen.

## Spielprinzip
Die Spielmechanik von Yoshi’s Island unterscheidet sich sowohl vom direkten Vorgänger Super Mario World wie auch von anderen Genretiteln seiner Zeit. So sind Yoshis selbst unverwundbar, verlieren bei Berührung durch einen Feind jedoch Baby-Mario. Dieser schwebt daraufhin in einer Blase umher und muss schnell wieder eingefangen werden, bevor er von Kameks Handlangern entführt wird.
Der Spieler steuert fast ausschließlich die verschiedenfarbigen Yoshis, die sich hinsichtlich ihrer Fähigkeiten nicht unterscheiden. Neben den üblichen Fähigkeiten wie Gehen, Rennen und Springen, können die Yoshis durch Strampeln für kurze Zeit in der Luft schweben und Gegner mit einer Stampfattacke angreifen. Sie verwandeln sich außerdem durch Berührung bestimmter Power Ups für kurze Zeit, beispielsweise in einen Helikopter, ein U-Boot oder ein Auto. Nur wenn der Spieler einen der seltenen goldenen Sterne findet, übernimmt er kurzzeitig die Kontrolle über Baby-Mario, der an Decken und Wänden entlanglaufen kann.
Eine zentrale Spielmechanik sind die Eier, von denen Yoshi bis zu sechs mit sich führen kann. Sie dienen als Wurfgeschosse und haben je nach Farbe unterschiedliche Wirkungen. Grüne Eier sind die Standardsorte und können von Yoshi gelegt werden, nachdem er Gegner verschluckt. Gelbe und rote Eier können besondere Effekte hervorrufen, wenn sie auf Feinde oder bestimmte Gegenstände treffen. Sie finden sich in farbigen Blöcken oder entstehen wenn andersfarbige Eier an einem Objekt abprallen. Blinkende Eier können nur vereinzelt in der Spielwelt gefunden werden.
Yoshi verliert eines seiner Leben, wenn er mit Lava oder mit Stacheln in Berührung kommt, in einen Abgrund fällt, von einer Wand zerquetscht wird, von einem bestimmten Fisch verschluckt wird, Baby-Mario nicht in der vorgegebenen Zeit wieder einfängt oder in einem Auto-Scrolling-Level aus dem Bildschirm gedrückt wird.
Für jedes absolvierte Level wird ein Score berechnet. Dieser ergibt sich zu 50 % aus gesammelten Blumen, zu 20 % aus roten Münzen und zu 30 % aus Sternen. Diese Sterne dienen gleichzeitig als Zähler für die Zeit, die der Spieler hat, um Baby-Mario wieder einzufangen, wenn er durch eine Verletzung verloren gegangen ist. Wenn alle acht Level einer Spielwelt mit voller Punktzahl absolviert wurden, werden ein Extralevel und ein Bonusspiel zugänglich.

## Entwicklung
Aufgrund von Verzögerungen bei der Entwicklung des Nintendo 64, wurden von Nintendo Überlegungen angestellt, einen weiteren Side-Scroller mit Mario als Hauptfigur für das Super Nintendo zu veröffentlichen. Da die Entwickler jedoch den Eindruck hatten, auf der bestehenden Hardware einen wirklich innovativen Nachfolger entwickeln zu können, entschied man sich stattdessen für einen Titel mit einer anderen Hauptfigur. Yoshi hatte bereits in Spielen wie Mario & Yoshi, Yoshi’s Cookie und Yoshi’s Safari Hauptrollen übernommen. Keines davon war jedoch im gleichen Genre wie Super Mario Land und die Figur Yoshi war bei Fans sehr beliebt.
Als zentrale Spielmechanik entpuppte sich das Werfen von Eiern, welches neue Ansätze für Kampf - und Rätselszenarien eröffnete. Gleichzeitig entschied man sich dafür den Schwierigkeitsgrad zu verringern, indem beispielsweise die Zeitvorgabe für das verlassen eines Levels abgeschafft wurde. Die Herausforderungen benötigten zunehmend weniger Geschicklichkeit, sondern Logik, Geduld und Erkundung der Spielwelt.

### Weitere Versionen
Für die Game Boy Advance Version wurde der Schwierigkeitsgrad weiter verringert, indem zusätzliche Speicherpunkte hinzugefügt, die Anzahl der Gegner verringert und die verfügbare Zeit zum wiedereinfangen Baby Marios verlängert wurden. Die Entwickler fügten außerdem sechs weitere Geheimlevel hinzu.

## Grafik
Das Spiel erinnert optisch an Wachsmalstift-Zeichnungen und wurde stilistisch an Bilderbücher angelehnt. Diese Entscheidung wurde erst spät während der Entwicklung getroffen und diente sowohl der Abgrenzung vom direkten Vorgänger, sollte aber auch den entspannteren Spielstil kommunizieren. Außerdem wollte das Studio einen technischen Wettstreit vermeiden, indem bewusst auf hochauflösende Grafiken wie in Donkey Kong Country verzichtet wurde. Viele der Grafiken wurden tatsächlich von Hand gemalt, eingescannt und dann als Pixelgrafik nachgezeichnet.
Trotz der scheinbar simplen Grafik, wurde ein Super-FX-2-Chip verbaut, der aufwändige Transformationen der 2D-Grafiken – insbesondere Drehungen und Verzerrungen – sowie mehrere Ebenen von Parallaxen-Effekten ermöglichte.

## Rezeption
Super Mario World 2: Yoshi's Island erhielt im Jahr 1995 durchweg hervorragende Kritiken. Das Magazin Video Games vergab in der Septemberausgabe eine Wertung von 97 % und lobte u. a. die Animationen, das Spielgefühl und den Ideenreichtum. Die Zeitschrift Total! gab Yoshi's Island als einzigen von 500 benoteten Titeln die Note „1 plus“. Das Magazin Edge vergab 9 von 10 Punkten und lobte neben der charmanten Präsentation insbesondere die einfallsreichen Herausforderungen. Einzig der lineare Spielablauf sei ein Rückschritt im Vergleich zum Vorgänger.
In Japan wurden 1,77 Millionen Exemplare verkauft, weltweit insgesamt 4,12 Millionen Stück.
Ein Nachfolger mit ähnlichem Spielprinzip erschien 2006 unter dem Namen Yoshi’s Island DS.